# Erich Topp
Erich Topp (Hannover, 2 luglio 1914 – Süßen, 26 dicembre 2005) è stato un ammiraglio tedesco, uno dei più grandi comandanti di U-Boot della seconda guerra mondiale.

## Biografia
Entrò nella Reichsmarine nel 1934 come allievo ufficiale (Fähnrich zur See), dopo un imbarco di sei mesi sull'incrociatore leggero Karlsruhe, ritorna alla forza sottomarina presso la scuola di Neustadt/Holstein. Il 26 settembre 1938 diventa ufficiale di guardia sullo U-46 a Kiel e dopo quattro pattuglie gli viene affidato il comando dello U-57, un Tipo IIc, con il quale affonda quattro navi per oltre 30000 tonnellate, venendo poi affondato dalla nave norvegese Rona (forse accidentalmente). Topp viene destinato al comando dello U-552, che diverrà famoso come il diavolo rosso, in forza alla VII Ubootflottille a Saint Nazaire.
Sarà proprio lo U-552 ad affondare il 31 ottobre 1941 la prima nave da guerra statunitense, prima della dichiarazione di guerra, il cacciatorpediniere Reuben James, di scorta ad un convoglio nell'Atlantico. Tra il marzo e l'aprile del 1942, il solo U-552 affondò 45.000 tonnellate di naviglio alleato. Successivamente venne destinato alla sperimentazione degli U-Boot Tipo XXI e tipo XXIII, e comandò in addestramento due Tipo XXI non ancora resi operativi, lo U-2513 e lo U-3010; sullo U-2513, in seguito alla resa della Germania nazista, si consegnò agli inglesi nel porto norvegese di Horten l'8 maggio 1945; fu liberato dalla prigionia il 26 agosto 1945.
Dopo la guerra, disciolta la Kriegsmarine lavorò come pescatore prima di conseguire la laurea in architettura; nel 1958, cadute le restrizioni alleate sulle forze armate tedesche, rientrò in servizio nella Bundesmarine dove ricoprì l'incarico di consigliere militare presso la NATO negli Stati Uniti. Il contrammiraglio Topp andò in pensione nel dicembre 1969, e gli venne conferita la Große Bundes-Verdienst- kreuz, successivamente lavorò come consulente per industrie private, principalmente i cantieri navali HDW fino al 1974. Morì il 26 dicembre 2005 a Süßen, città del distretto di Göppingen. Venne cremato e le sue ceneri furono sparse in mare.
Topp occupa il terzo posto nella lista degli assi di U-Boote della seconda guerra mondiale, con 198.650 tonnellate di naviglio nemico affondate.

## Scritti
- Erich Topp, Die Schlacht an der Elster: 15. Oktober 1080, Friedrich-Wilhelms-Universitat zu Berlin, 1904.
- Erich Topp, Lehr- und Übungsbuch der Deutschen Kurzschrift f. Schul- u. Selbstunterricht, Heckner, 1933.
- Erich Topp, Fackeln über dem Atlantik: Lebensbericht eines U-Boot-Kommandanten, Berlin, Ullstein, 2009  [1990], ISBN 978-3-548-28152-0.